# UFC 78
UFC 78: Validation fue un evento de artes marciales mixtas celebrado por Ultimate Fighting Championship el 17 de noviembre de 2007 en el Prudential Center, en Newark, Nueva Jersey, Estados Unidos.

## Historia
El principal evento contó con Rashad Evans contra el ganador de la 3ª temporada de The Ultimate Fighter de peso semipesado Michael Bisping. Esta fue la última pelea de Bisping antes de bajar a peso medio.
Este fue el evento número 100 en la historia de UFC.

## Resultados

### Tarjeta preliminar
- Peso wélter: Akihiro Gono vs. Tamdan McCrory

Gono derrotó a McCrory vía sumisión (armbar) en el 3:19 de la 2ª ronda.
- Peso ligero: Marcus Aurélio vs. Luke Caudillo

Aurelio derrotó a Caudillo vía TKO (golpes) en el 4:29 de la 1ª ronda.
- Peso ligero: Joe Lauzon vs. Jason Reinhardt

Lauzon derrotó a Reinhardt vía sumisión (rear naked choke) en el 1:14 de la 1ª ronda.
- Peso wélter: Thiago Alves vs. Chris Lytle

Alves derrotó a Lytle vía TKO (parada médica) en el 5:00 de la 2ª ronda.

### Tarjeta principal
- Peso ligero: Spencer Fisher vs. Frankie Edgar

Edgar defeated Fisher via unanimous decision (30–27, 30–27, 30–26).
- Peso medio: Ed Herman vs. Joe Doerksen

Herman derrotó a Doerksen vía KO (golpe) en el 0:39 de la 3ª ronda.
- Peso wélter: Karo Parisyan vs. Ryo Chonan

Parisyan derrotó a Chonan vía decisión unánime (30–27, 30–27, 30–27).
- Peso semipesado: Houston Alexander vs. Thiago Silva

Silva derrotó a Alexander vía KO (golpes) en el 3:25 de la 1ª ronda.
- Peso semipesado: Michael Bisping vs. Rashad Evans

Evans derrotó a Bisping vía decisión dividida (29-28, 28-29, 29-28)

## Premios extra
Cada peleador recibió un bono de $55,000.
- Pelea de la Noche: Thiago Alves vs. Chris Lytle[2]
- KO de la Noche: Ed Herman[2]
- Sumisión de la Noche: Akihiro Gono[2]